# Grzegorz Przemyk

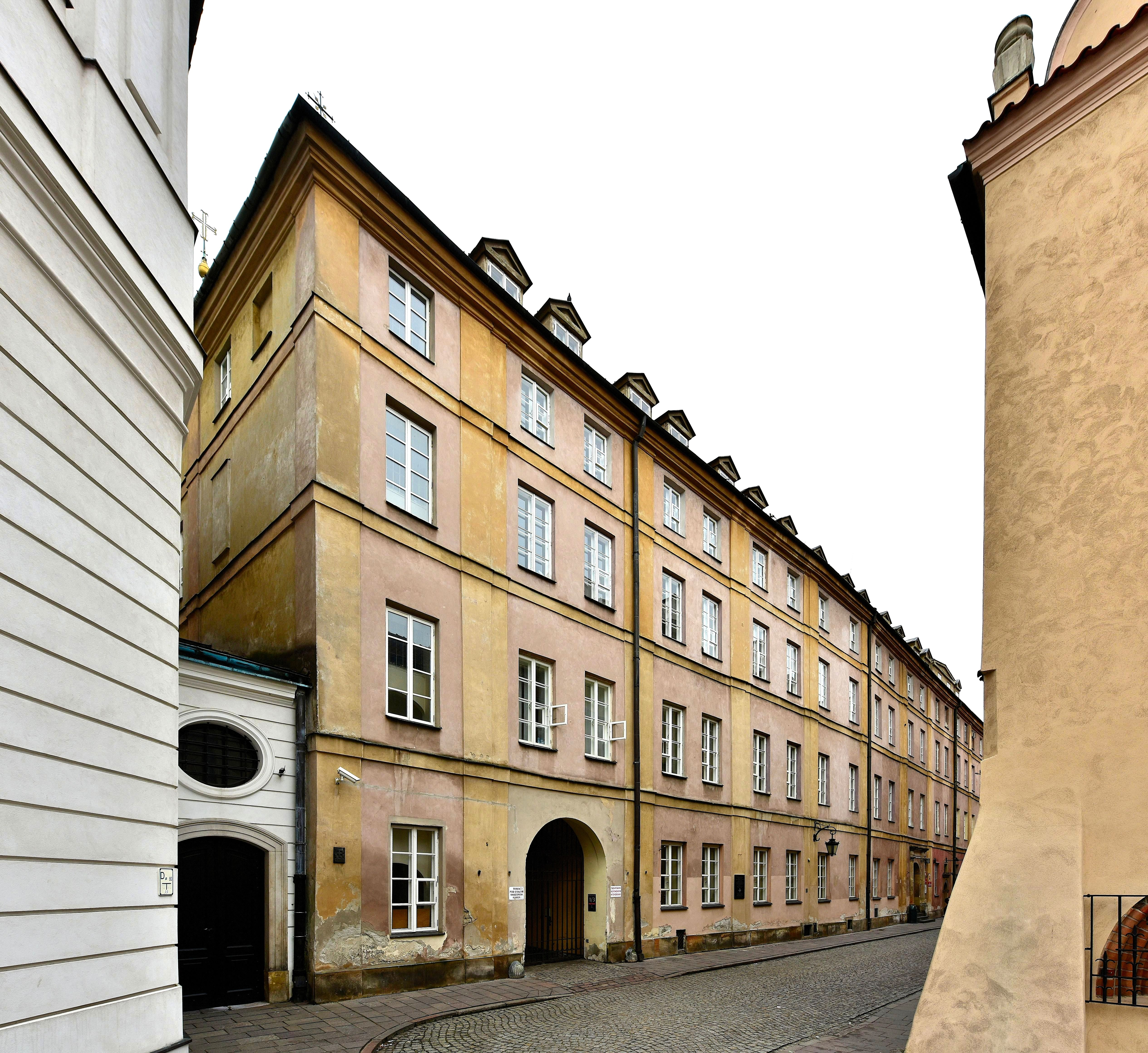
Dawna siedziba komisariatu MO przy ul. Jezuickiej 1/3, w którym został śmiertelnie pobity Grzegorz Przemyk. Widoczna tablica pamiątkowa odsłonięta w 2012

Grzegorz Przemyk (ur. 17 maja 1964 w Warszawie, zm. 14 maja 1983 tamże) – polski poeta, syn poetki Barbary Sadowskiej i Leopolda Przemyka. Uczeń XVII LO im. Frycza Modrzewskiego. Został pobity przez milicjantów, co doprowadziło do jego śmierci.

## Zabójstwo i konsekwencje

### Zabójstwo i pogrzeb
Grzegorz Przemyk został zatrzymany przez milicję 12 maja 1983, na placu Zamkowym w Warszawie, kiedy wraz z kolegami świętował zdaną maturę. Wraz z nim zatrzymano kolegę Cezarego Filozofa. Żaden z nich nie miał przy sobie dokumentów. Przemyk został zabrany do pobliskiego komisariatu MO przy ul. Jezuickiej 1/3, gdzie został pobity przez 3 funkcjonariuszy. Po powrocie do domu zaczął odczuwać bardzo silne bóle w rejonie brzusznym. Karetka zabrała go do szpitala. Zmarł po dwóch dniach od pobicia w wyniku ciężkich urazów jamy brzusznej, czyli 3 dni przed swoimi 19 urodzinami. W szpitalu operowali go dr Leszek Karpiński, Filip Grzejszczyk oraz Marek Bagniewski. Ten ostatni zeznawał później o sprawie w angielskim parlamencie.
19 maja biskup Władysław Miziołek odprawił mszę za Przemyka w kościele św. Stanisława Kostki na warszawskim Żoliborzu. Na tę mszę oraz na pogrzeb na Powązkach przybyły tłumy. Ulica, wiodąca z kościoła na Powązki, została zamknięta dla normalnego ruchu samochodowego, aby mogły nią przejechać specjalne autokary, wiozące uczniów z XVII L.O. Poza tym ulicą i chodnikami szły tłumy uczestników uroczystości pogrzebowej. Ze względu na okoliczności śmierci Przemyka i osobę jego matki pogrzeb stał się zarazem manifestacją antykomunistyczną. Ludzie wznosili transparenty o treści politycznej, często nawiązujące do „Solidarności”. Tym samym pogrzeb Grzegorza Przemyka stał się pierwszą tak wielką manifestacją przeciw władzy komunistycznej od czasu wprowadzenia stanu wojennego.
Przez kraj przetoczyła się fala oburzenia za brutalność milicji.

### Dezinformacja i proces
Od samego początku władze (Jerzy Urban, Czesław Kiszczak) oraz Służba Bezpieczeństwa prowadziły działania dezinformacyjne, mające na celu odwrócenie uwagi od milicji i zrzucenie winy na lekarzy. Do tuszowania sprawy zaangażowano funkcjonariuszy Biura Śledczego Ministerstwa Spraw Wewnętrznych (jego dyrektorem był wówczas Hipolit Starszak). Konsultantami SB w zakresie dezinformacji i oczerniania ofiar oraz świadków byli profesorowie Włodzimierz Szewczuk oraz Józef Borgosz. W rezultacie tych działań w grudniu 1983 winą obciążono sanitariuszy oraz lekarkę, którzy wieźli Przemyka z domu do szpitala. Tę wersję wydarzeń potwierdzono w zakończonym w 1984 procesie w wyniku nacisków Czesława Kiszczaka (notatka: „Ma być tylko jedna wersja śledztwa – sanitariusze”). Milicjanci Ireneusz Kościuk i Arkadiusz Denkiewicz zostali uwolnieni od zarzutów.
Po śledztwie prowadzonym przez prokurator Ewę Chałupczak i milicjanta Jacka Ziółkowskiego skazano dwóch sanitariuszy, w tym Michała Wysockiego oraz lekarkę Barbarę Makowską-Witkowską, która przesiedziała w więzieniu trzynaście miesięcy. Według Wysockiego zmuszono go do przyznania do winy groźbami zabicia rodziny. Zostali oni zwolnieni w wyniku amnestii.
W 1984 Czesław Kiszczak przyznał nagrody pieniężne funkcjonariuszom MSW za „ujawnienia wobec opinii publicznej rzeczywistej prawdy”.

### Wznowienie procesu po 1989
Po 1989 wyroki te uchylono i wznowiono proces. W 1997 wydano wyroki skazujące Denkiewicza – oficera dyżurnego komisariatu – oraz Kazimierza Otłowskiego z b. Komendy Głównej MO, któremu zarzucono próbę zniszczenia akt sprawy Przemyka w 1989. Kościuk został uniewinniony. Po ostatecznej decyzji Sądu Najwyższego z 1999 Otłowski został uniewinniony, a Denkiewicz skazany. Denkiewicz uniknął jednak kary z powodów zdrowotnych.
IPN prowadzi osobne śledztwo w sprawie odpowiedzialności za bezprawne działania władz PRL w całej sprawie.
Sąd, który w piątym procesie w 2008 skazał Ireneusza Kościuka za pobicie Grzegorza Przemyka na cztery lata, uznał, iż oskarżony nie wiedział, kim jest Grzegorz Przemyk. Jego zatrzymanie było przypadkowe i wiązało się z tym, że nie miał on przy sobie dowodu osobistego. Zdaniem sądu, zatrzymując Grzegorza Przemyka, Kościuk nie mógł wiedzieć, że jest on synem Barbary Sadowskiej. 27 maja 2008 Kościuk został skazany na cztery lata za „niebudzące wątpliwości” śmiertelne pobicie Przemyka.
W połowie grudnia 2009 sąd apelacyjny w Warszawie uznał, że sprawa śmierci Grzegorza Przemyka przedawniła się 1 stycznia 2005. Tym samym umorzył proces Ireneusza Kościuka.
Grzegorz Przemyk jest pochowany na cmentarzu Powązkowskim (kwatera 100-1-10).
Kilka dni wcześniej, 3 maja 1983 milicjanci pobili również matkę Przemyka, Barbarę Sadowską, działającą w Prymasowskim Komitecie Pomocy Osobom Pozbawionym Wolności i ich Rodzinom mieszczącym się na terenie kościelnym przy furcie klasztoru sióstr franciszkanek służebnic Krzyża FSK przy kościele św. Marcina w Warszawie.

## Twórczość literacka
Wkrótce po tragicznej śmierci Przemyka, jego wiersze zostały opublikowane w publikacji tzw. "drugiego obiegu" pt. Syn a może sen (Wydawnictwo "Głos", Warszawa 1983, Tajne Wydawnictwo Oświatowe, Łódź 1983;  NZS Niezależne Zrzeszenie Studentów, Warszawa 1983; Wydawnictwo "Przedświt", Warszawa 1986; Warszawska Niezależna Oficyna Poetów i Malarzy, Warszawa 1986). W 1999 ukazał się tom Wiersze (Agencja Wydawniczo-Promocyjna "ADA", ISBN 83-9116-29-18). W 2007 zostały wydane nieopublikowane wcześniej wiersze poety, wraz z dołączonymi wierszami Barbary Sadowskiej napisanymi po śmierci syna, pod tytułem W dniu, w którym przyjdziesz po mnie... (Wydawnictwo Nowy Świat, ISBN 978-83-73862-62-3).
O wczesnej twórczości Grzegorza Przemyka wypowiadał się ks. Jan Twardowski: Rośnie nam poeta.

## Upamiętnienia i odznaczenia
Tablica poświęcona Grzegorzowi Przemykowi znajduje się w kaplicy rektoralnej pw. św. Maksymiliana Marii Kolbego w Sanoku. Została ufundowana i odsłonięta przez młodzież szkolną 30 maja 1987 roku. Wypisano na niej fragment z Księgi Psalmów 37,17: ...ramiona niegodziwych będą złamane, ale sprawiedliwych Pan wspomoże.
W 1997 ukazała się książka Michała Wysockiego, jednego z sanitariuszy skazanych w procesie w 1984 pt. Osaczony. W sprawie śmierci Grzegorza Przemyka (uzupełniane wznowienia jako: Osaczony złem, 2000, 2011; Osaczony, 2019, 2022, 2024).
Na budynku XVII LO im. Frycza Modrzewskiego w Warszawie, do którego uczęszczał Przemyk, odsłonięto w czerwcu 2003, w 20. rocznicę śmierci, tablicę pamiątkową. Na tablicy zamieszczono jego wiersz Gra w szczerość z tomiku „Oko”.
3 maja 2008 został przez prezydenta RP, Lecha Kaczyńskiego, pośmiertnie odznaczony Krzyżem Kawalerskim Orderu Odrodzenia Polski.
16 maja 2013 Senat Rzeczypospolitej Polskiej jednogłośnie przyjął uchwałę, w której oddał hołd Grzegorzowi Przemykowi w 30. rocznicę jego śmierci. Senatorowie potępili w niej „sprawców oraz inicjatorów tego politycznego mordu” i zaapelowali o ponowienie próby osądzenia winnych. Wcześniej, ze względu na zastrzeżenia do jej treści zgłoszone przez Sojusz Lewicy Demokratycznej, uchwały nie przyjął Sejm.
W 2016 opublikowana została książka Żeby nie było śladów. Sprawa Grzegorza Przemyka autorstwa Cezarego Łazarewicza, w 2017 nagrodzona Nagrodą Literacką „Nike”. Na jej podstawie powstał scenariusz filmu fabularnego Jana P. Matuszyńskiego Żeby nie było śladów, w którym rolę Przemyka gra Mateusz Górski, a Barbary Sadowskiej Sandra Korzeniak.
W 2017 Juliusz Erazm Bolek opublikował poemat Corrida. Sprawa prawa do uśmiechu, poświęcony tragedii Grzegorza Przemyka i Barbary Sadowskiej oraz trzydziestoletniej walce o sprawiedliwość.
Historię zabójstwa Grzegorza Przemyka opowiada przedstawienie „Idę tylko zimno mi w stopy” autorstwa i w reżyserii Tomasza Mana. Premiera „Idę tylko zimno mi w stopy” odbyła się 14 listopada 2017 w radiowej Jedynce.
9 listopada 2017 został patronem ulicy na terenie dzielnicy Praga-Południe w Warszawie w miejsce Sylwestra Bartosika.
Wizerunek Grzegorza Przemyka widnieje na rewersie srebrnej monety kolekcjonerskiej o nominale 10 złotych wyemitowanej przez Narodowy Bank Polski w 2021 w celu upamiętnienia ofiar stanu wojennego.
W 2023 grób Przemyka został poddany renowacji przez Fundację Stare Powązki, którą sfinansowano ze środków KPRM.

## Galeria

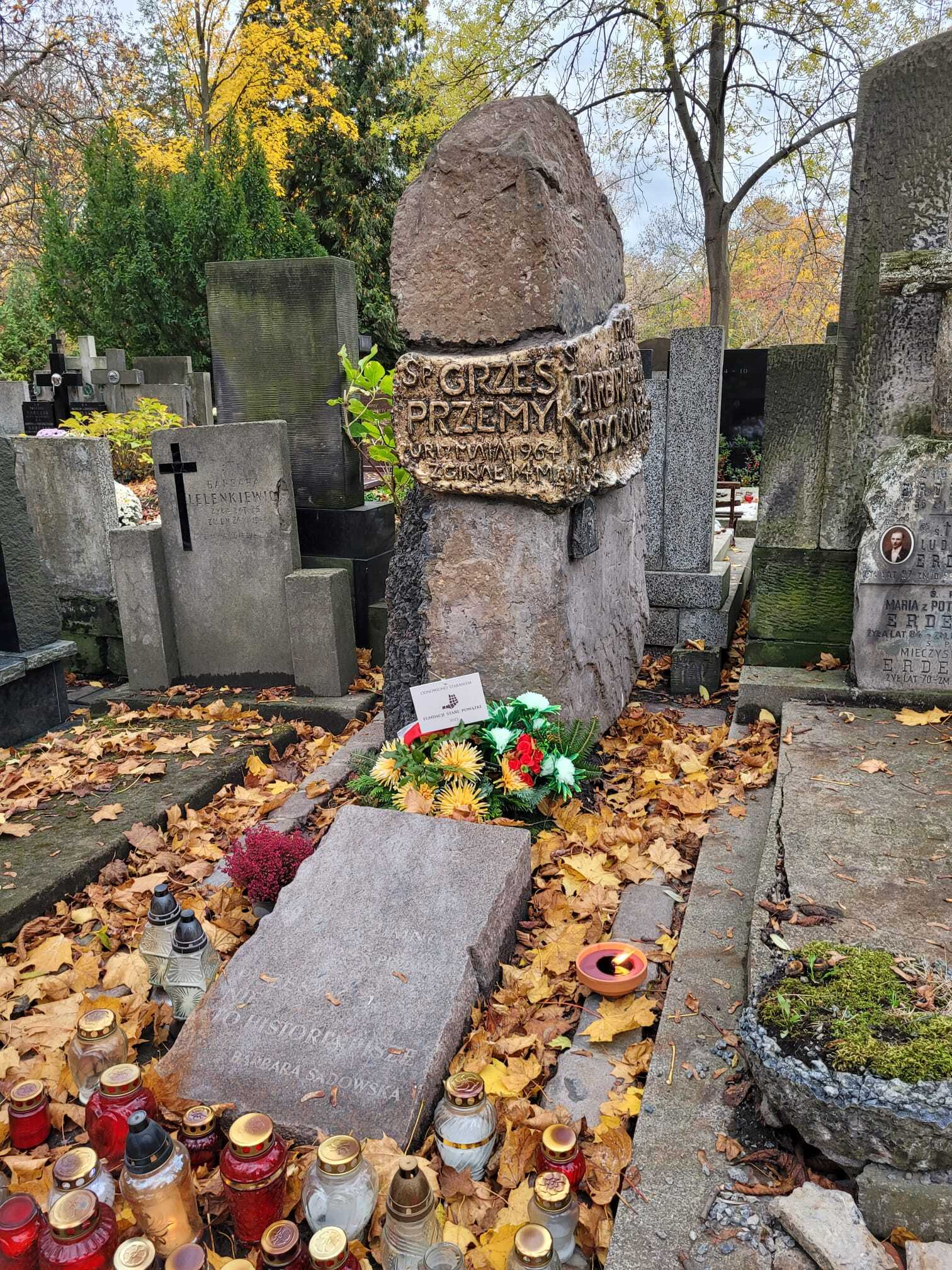
Grób Grzegorza Przemyka na cmentarzu Powązkowskim w Warszawie po renowacji (2023)
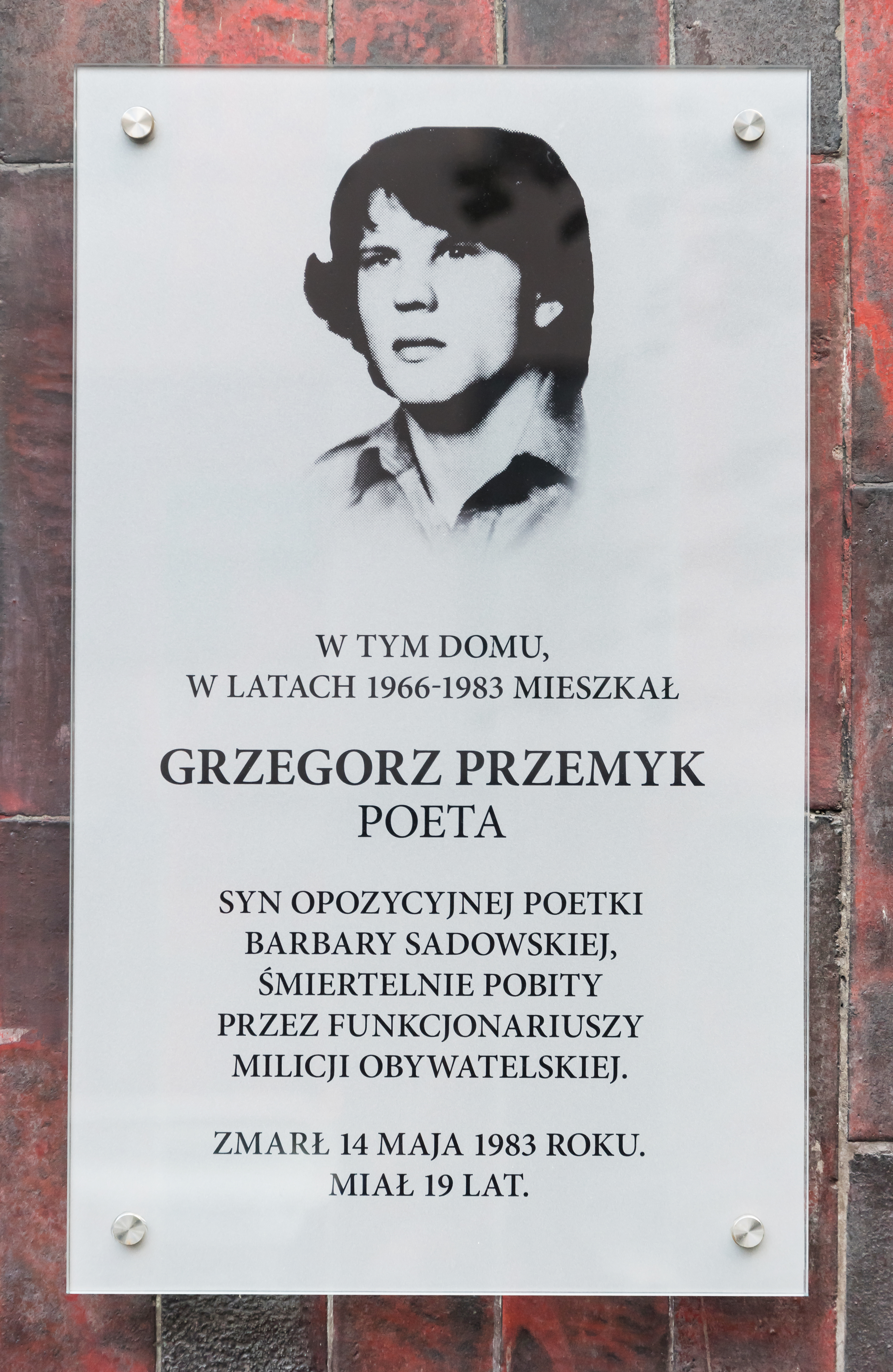
Tablica upamiętniająca Grzegorza Przemyka przy ul. Zgoda 13 w Warszawie
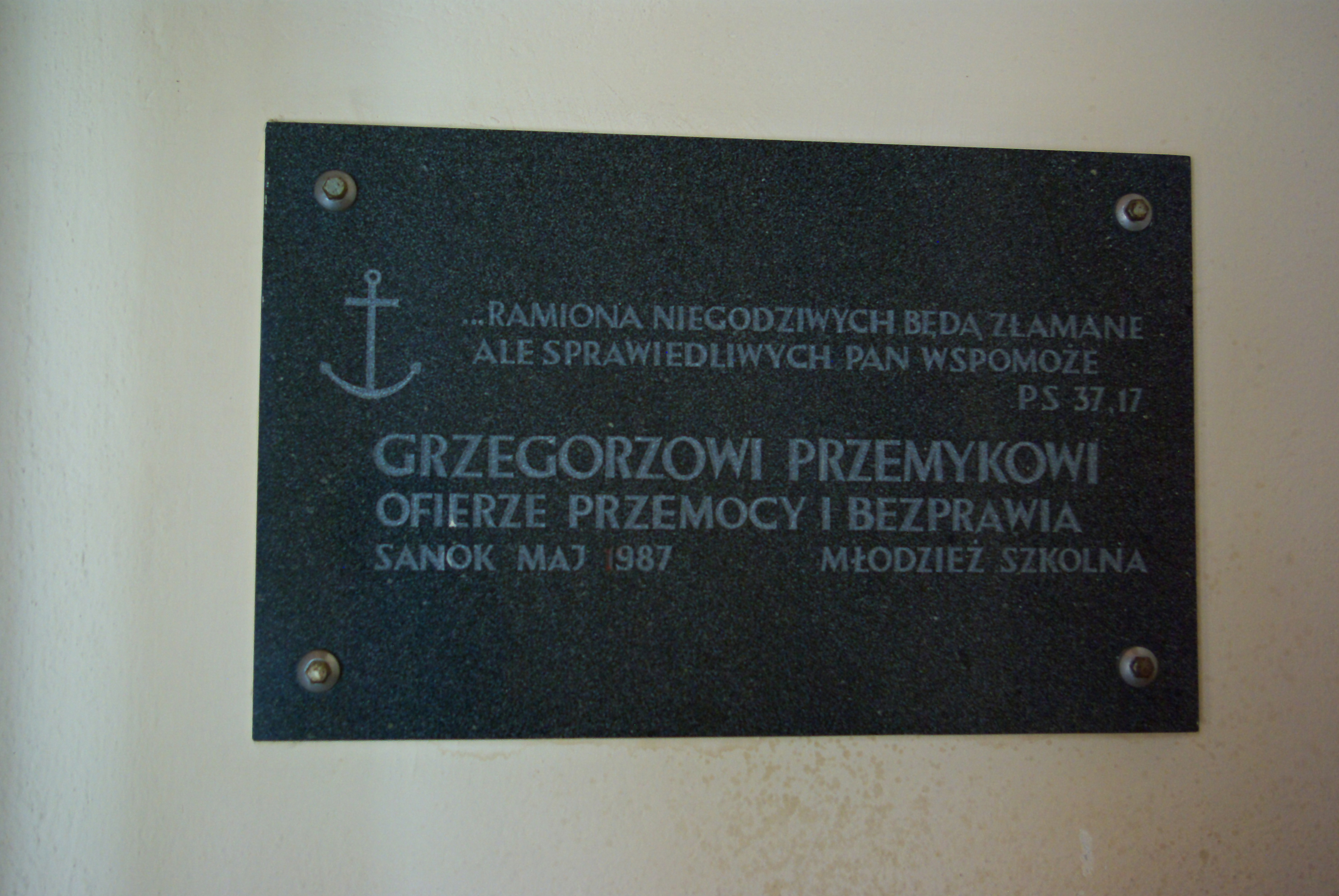
Tablica poświęcona Grzegorzowi Przemykowi w kaplicy rektoralnej św. Maksymiliana Kolbego w Sanoku
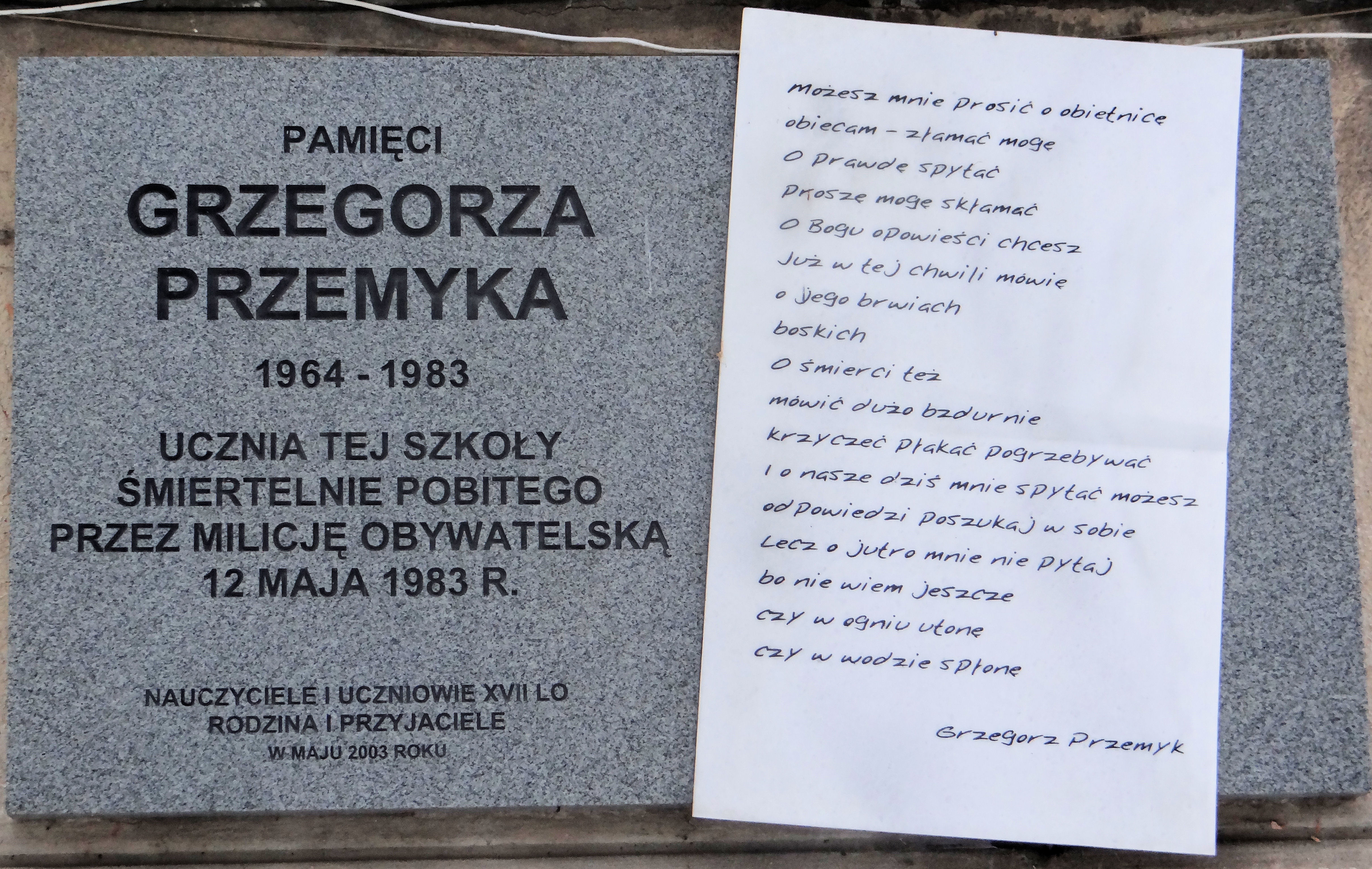
Tablica upamiętniająca Grzegorza Przemyka na budynku XVII LO im. A. Frycza Modrzewskiego w Warszawie przy ul. Elektoralnej 5/7. Tablicę odsłonięto w czerwcu 2003, w 20. rocznicę śmierci Przemyka. Na tablicy zamieszczono jego wiersz „Gra w szczerość” z tomiku „Oko”
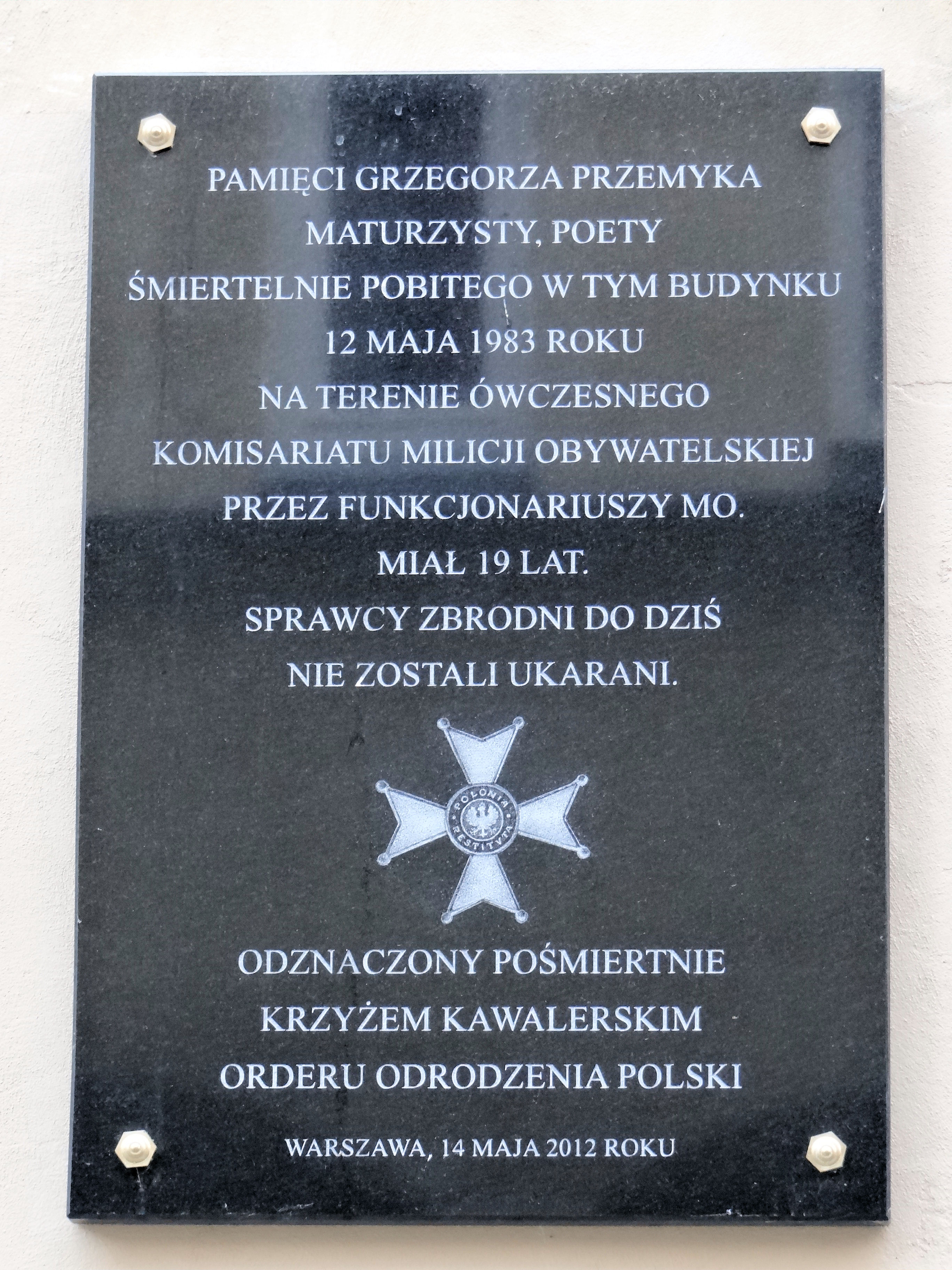
Tablica upamiętniająca Grzegorza Przemyka przy ul. Jezuickiej 1/3 w Warszawie